# Zsuzsanna Harsányi
Zsuzsanna Harsányi (* 26. April 1976 in Budapest) ist eine ehemalige ungarische Triathletin.

## Werdegang
Zsuzsanna Harsányi startete im Triathlon vorwiegend auf der Langdistanz.
Sie ist mehrfache ungarische Triathlon-Meisterin und konnte sich bereits zwei Mal (2005 und 2006) für einen Startplatz bei den Profis bei der Ironman-Weltmeisterschaft auf Hawaii qualifizieren.
Im April 2011 wurde sie Vize-Staatsmeisterin auf der Duathlon Kurzdistanz (10 km Laufen, 40 km Radfahren und 5 km Laufen).
Seit 2015 tritt sie nicht mehr international in Erscheinung. Zsuzsanna Harsányi lebt in ihrem Geburtsort Budapest.

## Sportliche Erfolge
| Datum/Jahr   | Rang | Wettbewerb            | Austragungsort | Zeit     | Bemerkung                                                                       |
| ------------ | ---- | --------------------- | -------------- | -------- | ------------------------------------------------------------------------------- |
| 6. Sep. 2014 | 2    | Austria-Triathlon     | Podersdorf     |          | auf der Halbdistanz                                                             |
| 2013         | 3    | Austria-Triathlon     | Podersdorf     | 04:39:19 | auf der Halbdistanz                                                             |
| 28. Mai 2011 | 3    | Vienna City Triathlon | Wien           |          | Dritte auf der Halbdistanz (1,9 km Schwimmen, 90 km Radfahren und 20 km Laufen) |

| Datum/Jahr    | Rang | Wettbewerb                                         | Austragungsort    | Zeit     | Bemerkung |
| ------------- | ---- | -------------------------------------------------- | ----------------- | -------- | --- |
| 30. Jan. 2015 | 3    | Israman                                            | Eilat             |          | Dritte auf der Ironman-Distanz in Israel                                                                                     |
| 17. Jan. 2014 | 3    | Israman                                            | Eilat             |          | |
| 8. Sep. 2013  | 7    | Ironman Wales                                      | Tenby             |          | |
| 18. Mai 2013  | 7    | Ironman Lanzarote                                  | Puerto del Carmen | 10:59:51 | |
| 16. Sep. 2012 | 6    | Ironman Wales                                      | Tenby             |          | |
| 18. Aug. 2012 | 6    | Ironman Sweden                                     | Kalmar            |          | |
| 1. Aug. 2011  | 2    | HUN Long Distance Triathlon National Championships | Ungarn            | 10:22:43 | Vize-Staatsmeisterin hinter Annamária Halász auf der Langdistanz bei ihrem zehnten Start                                     |
| 2008          | 10   | Ironman Switzerland                                | Zürich            | 10:07:34 | |
| 18. März 2007 | 9    | Ironman South Africa                               | Port Elizabeth    | 10:33:03 | |
| 26. Feb. 2006 | 2    | Ironman Malaysia                                   | Langkawi          | 10:16:24 | Zweite auf der Langdistanz (3,86 km Schwimmen, 180,2 km Radfahren und 42,195 km Laufen) – hinter der Deutschen Sonja Tajsich |
| 21. Okt. 2006 |      | Ironman Hawaii                                     | Hawaii            | 10:05    | [ 4 ] |
| 15. Okt. 2005 |      | Ironman Hawaii                                     | Hawaii            | 10:24    | |
| 28. Mai 2005  | 4    | Ironman Brasil                                     | Florianópolis     | 09:52:23 | |
| 27. Juni 2004 | 3    | Ironman France                                     | Gérardmer         | 10:13:05 | [ 5 ] |
| 27. Juli 2003 | 8    | Ironman Switzerland                                | Zürich            | 10:19:29 | |

| Datum/Jahr    | Rang | Wettbewerb                          | Austragungsort | Zeit     | Bemerkung                                                                                 |
| ------------- | ---- | ----------------------------------- | -------------- | -------- | ----------------------------------------------------------------------------------------- |
| 17. Apr. 2011 | 2    | HUN Duathlon National Championships | Orfű           | 02:11:51 | Vize-Staatsmeisterin Duathlon Kurzdistanz (10 km Laufen, 40 km Radfahren und 5 km Laufen) |
| 30. Mai 2004  | DNF  | ITU Duathlon World Championships    | Geel           | –        | Duathlon-Weltmeisterschaft auf der Kurzdistanz                                            |

(DNF – Did Not Finish)